# اوربیس (راینلاند-فالتس)
اوربیس (به آلمانی: Orbis) یک شهر در آلمان است که در دنرسبرگکرایس واقع شده‌است. اوربیس ۶۹۰ نفر جمعیت دارد.